# إد سميث (لاعب كرة قدم أمريكية أمريكي)
إد سميث (بالإنجليزية: Ed Smith)‏ هو لاعب كرة قدم أمريكية أمريكي، ولد في 23 أكتوبر 1950 في ناساو في باهاماس.

## وصلات خارجية
- إد سميث على موقع مرجع كرة القدم المحترفة.كوم (الإنجليزية)